# 중국의 록 음악

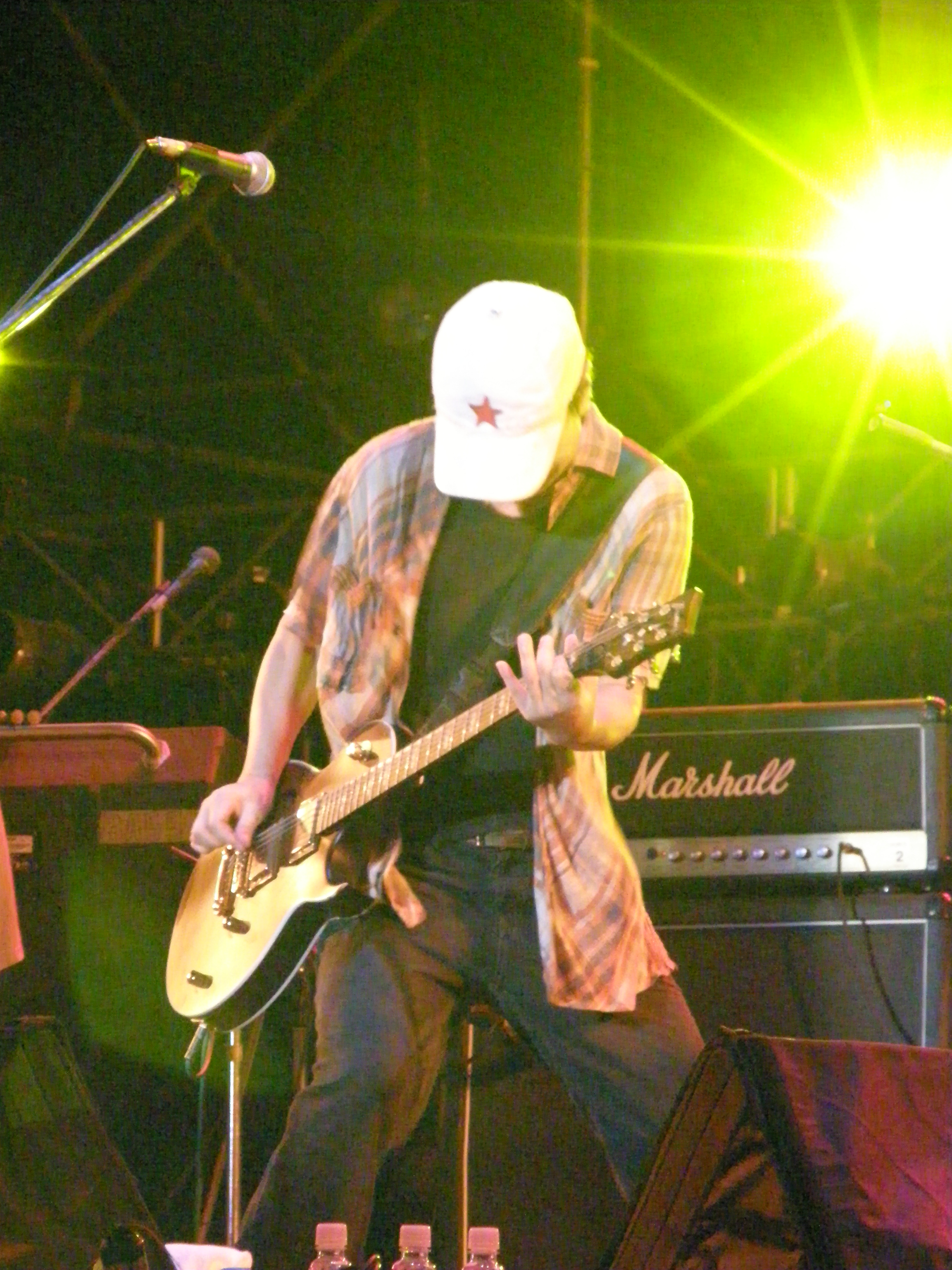
최건. 차이니즈 록 음악의 선구자

C-ROCK(Chinese rock, 차이니즈 록)은 중국 내에서 로큰롤, 록 음악을 가리킨다. 중국 대륙, 타이완, 홍콩, 마카오 등 중국어를 사용하는 지역의 록 밴드와 솔로 아티스트들이 제작한 다양한 록 음악을 가리킨다.

## 아티스트

### 솔로
- 최건
- 사정봉
- 왕리훙
- 저우제룬

### 밴드
- 1976
- 1989
- Beyond
- 부이족 （"布衣乐队"Bu Yi）
- 개구리 (희극) ("青蛙乐队" Qingwa Yuedui)
- Mayday
- 반고 (신화), ("盘古") 또는 PunkGod
- SCAR UNDER YOUR MASK
- Shin (信乐团)

## 같이 보기
- C-pop
- 광둥어 대중음악
- J-ROCK
- K-ROCK